# Ryan Peake
Ryan Peake (Ryan Anthony Peake), född 1 mars 1973 i Brooks, Alberta i Kanada är en kanadensisk gitarrspelare, som spelar i rockbandet Nickelback.

## Fotnoter
1. ↑  Discogs, Discogs artist-ID: 685757.[källa från Wikidata]
2. ↑  Freebase Data Dumps, Google.[källa från Wikidata]